# Серо-зелёный пёстрый голубь
Серо-зелёный пёстрый голубь (Ptilinopus purpuratus) — вид птиц семейства голубиные. Является эндемиком Островов Общества во Французской Полинезии. Его естественная среда обитания — субтропические или тропические влажные низменные леса.

## Таксономия
Международный союз орнитологов выделяет два подвида:
- Ptilinopus purpuratus frater Ripley & Birckhead, 1942; обитает на Муреа (на востоке Островов Общества);
- Ptilinopus purpuratus purpuratus (Gmelin, 1789); обитает на Таити (на востоке Островов Общества).

## Распространение и популяция
Серо-зелёный пёстрый голубь является эндемиком французских полинезийских островов Таити и Муреа. На двух островах насчитывается от 5000 до 10 000 половозрелых особей птиц, из которых 5000-6000 живут на Муреа. По оценкам, плотность достигает примерно 2-3 птицы на гектар.

## Угрозы
В 1907 году серо-зелёный пёстрый голубь, по сообщениям, встречался достаточно часто на двух островах. Однако с тех пор численность популяции сократилась. Продолжается медленное сокращение численности популяции из-за разрушения среды обитания, интродукции не местных растений, хищничества инвазивных видов, таких как австралийский болотный лунь и одичавшие кошки, а также конкуренции с инвазивными видами, такими как розовобрюхий настоящий бюльбюль и обыкновенная майна.